# Bogdan Lăpușneanu

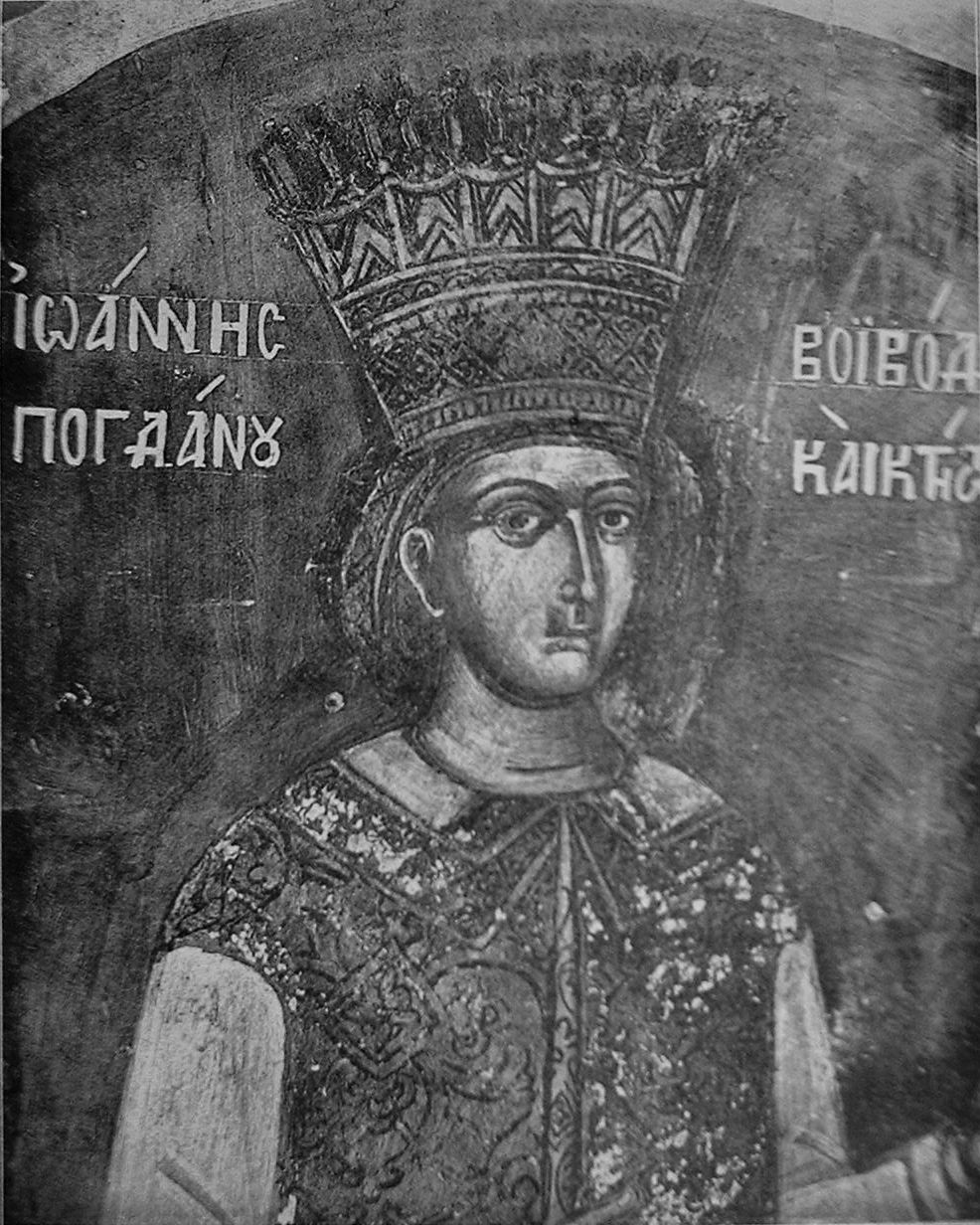

Bogdan Lăpușneanu (n. 19 mai 1555, Moldova – d. iulie 1574, Moscova, Țaratul Rusiei) a fost domn al Moldovei între martie 1569 - februarie 1572. Urmează la tron după uciderea tatălui său, Alexandru Lăpușneanu, fiind în vârstă de numai 15 ani. Tutore i-a fost mama sa, Ruxandra Lăpușneanu.

## Domnie
Bogdan a fost partizan politic și aderent personal al polonezilor, față de care încheie tratate de supunere, și se și înrudește cu aceștia. Purtarea lui îi nemulțumește pe boierii țării, în frunte cu Ieremia Golia Cernăuțeanul. Aceștia se temeau mai ales de introducerea catolicismului. În momentul prinderii și închiderii lui Bogdan de către un nobil polonez cu care se certase, boierii se plâng la Poartă, iar acesta îl numește domn pe Ioan Vodă cel Viteaz în mai 1572. Încercând zadarnic să mai ia tronul cu ajutorul polonezilor, alungat și rătăcind pe la toate curțile europene, a murit în iulie 1574 la Moscova.

## Familie
A fost fiul lui Alexandru Lăpușneanu, domn al Moldovei (1552-1561) și (1564 -1568) și al Ruxandrei Lăpușneanu, fiica lui Petru Rareș. A avut un fiu, Alexandru cel Rău, domn în Țara Românească (1592-1593).